# La Vajol

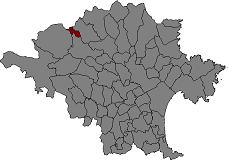
Położenie gminy na mapie comarki Alt Empordà.

La Vajol – gmina w Hiszpanii,  w Katalonii, w prowincji Girona, w comarce Alt Empordà.
Powierzchnia gminy wynosi 4,72 km². Zgodnie z danymi INE, w 2005 roku liczba ludności wynosiła 96, a gęstość zaludnienia 20,34 osoby/km². Wysokość bezwzględna gminy równa jest 546 metrów.

## Demografia
| 1991 | 1996 | 2001 | 2004 | 2005 |
| ---- | ---- | ---- | ---- | ---- |
| 69   | 84   | 93   | 103  | 96   |